# Dione
Dione är en gudinna i grekisk mytologi och var ursprungligen Zeus kärlek. Dione undanträngdes av Hera (Juno), men fortsatte att dyrkas under antiken i orakelorten Dodona som hustru till Zeus. Juno är Heras romerska motsvarighet. Namnen Dione och Juno har gemensamt ursprung. Antingen var hon en kvinnlig titan och nymf, dotter till havsgudinna Tethys eller var hon dotter till Gaia och Uranos. I Iliaden är Dione mor och Zeus far till Afrodite.
Dione var fruktbarhetsgudinna och förknippad med barnafödande. Hon assisterade Leto vid Artemis och Apollons besvärliga födelse. På Peloponnesos västkust, vid foten av Lepreon, fanns en dunge helgad för henne. På andra ställen dyrkades hon i tempel helgade till Zeus.

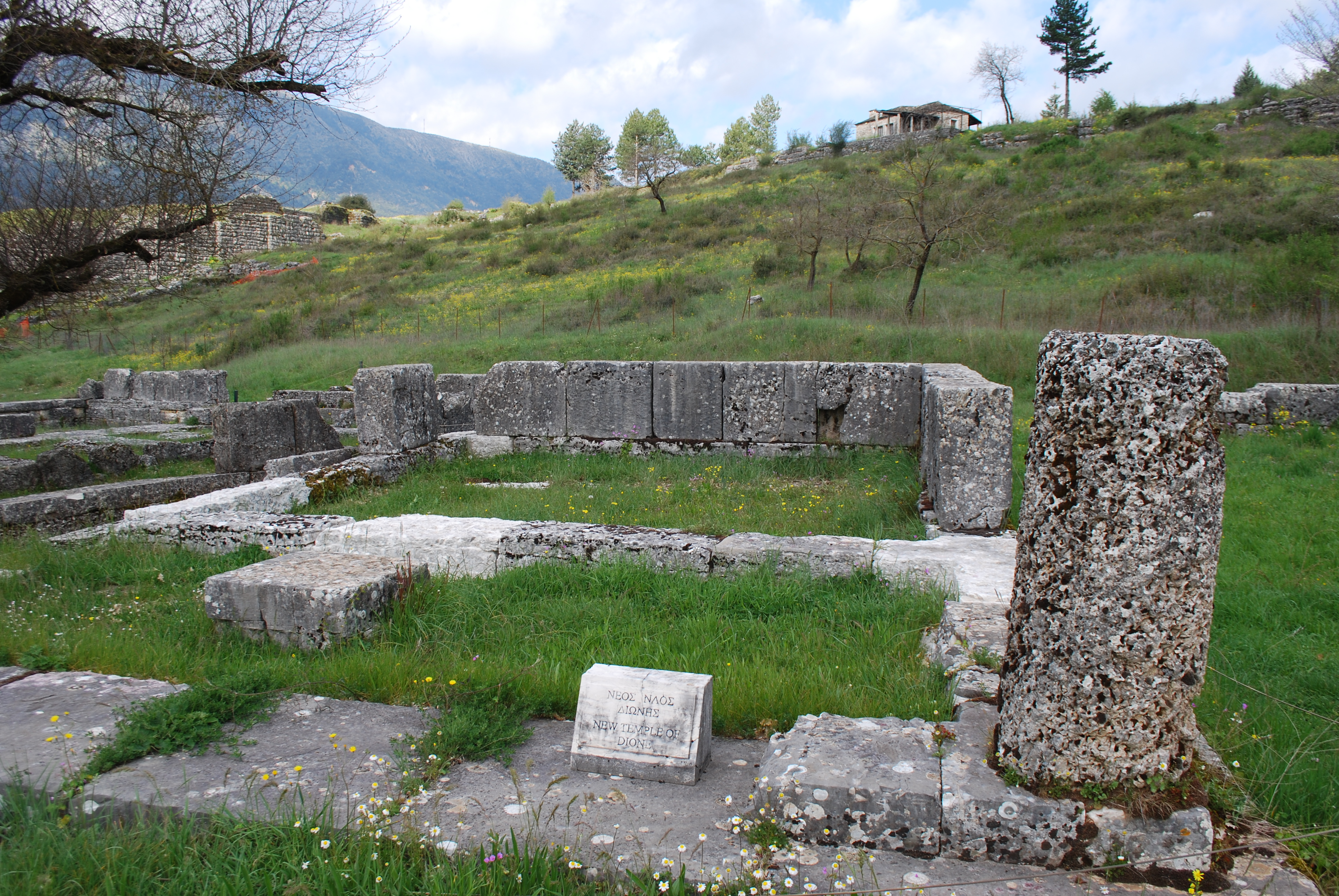
Dionetemplet i Dodona